# Can Soliva
Can Soliva és un edifici del municipi de Malgrat de Mar (Maresme) inclosa en l'Inventari del Patrimoni Arquitectònic de Catalunya.

## Descripció
Es tracta d'una casa entre mitgeres de 5,40 m de façana per 16,20 de fondària, amb planta baixa, dos pisos i terrat/teulada.
La casa dona al carrer Bellaire, i a la plaça Josep Anselm Clavé.
A la cas conviuen dos èpoques constructives, la de la façana a bellcaire, i la de la façana a la plaça. La primera és del segle xv, amb l'arc adovellat de mig punt a la façana, i interiorment amb una volta de canó de rajola ceràmica, i un arc de descàrrega de pedra de mig punt. Aquesta part correspon a la casa originària, que podria arribar a ser de les fundacionals de la vila (s.XIV), i que originalment tindria planta baixa, pis o sota coberta i coberta a dues aigües amb el carener perpendicular a la façana. L'obertura damunt l'arc de mig punt no és d'aquesta època, sinó de la segona. Un altre punt a assenyalar és que la casa original ocupava a les dues èpoques, les cases dels costats, així com queda palès, en les obertures interiors tapades, o en la composició de façana, on la simetria del portal d'entrada ens mostra les proporcions reals de la casa; l'estructura devia ser la de basílica catalana, amb tres naus o crugies, essent la del mig de major amplada.
De la segona època del segle xvii, és la façana de la plaça amb un portal d'entrada i una obertura en planta primera, l'obertura en planta pis a Bellaire, i la part interior de la casa a la plaça, amb dos arcs formant una volta a la sala d'entrada en planta baixa, amb una escala que dona a un primer pis també d'aquesta època. Les obertures són de pedra calcària, i marquen a l'angle un petit punt rodó; el parament llis de façana, presenta un estuc amb motius geomètrics, d'època posterior (s.XIX). Interiorment els nervis dels arcs que formen el sostre de la sala, bellament decorats amb figures antropomòrfiques a la clau, i a l'arrencada d'aquests, és el més destacat d'aquesta part de la casa.